# Denzil Davies
David John Denzil Davies, född 9 oktober 1938 i Carmarthen, död 10 oktober 2018, var en brittisk parlamentsledamot för Labourpartiet från 1970 till 2005. Han representerade valkretsen Llanelli i Wales och var medlem av Privy Council. Davies uppfattades som EU-skeptisk, och var motståndare till den självstyrande nationalförsamlingen för Wales. Han lämnade parlamentet vid valet 2005.